# Annaphila pustulata
Annaphila pustulata är en fjärilsart som beskrevs av H. Edwards 1881. Annaphila pustulata ingår i släktet Annaphila och familjen nattflyn. Inga underarter finns listade i Catalogue of Life.